# Cathy Rattray-Williams
Catherine „Cathy“ Ann Rattray-Williams (* 19. August 1963 als Cathrine Rattray) ist eine ehemalige jamaikanische Sprinterin, die sich auf den 400-Meter-Lauf spezialisiert hat. Sie zählte zu den erfolgreichsten Sprinterinnen ihres Landes in den 80er und 90er Jahren und wurde 1993 Hallenweltmeisterin in der 4-mal-400-Meter-Staffel.

## Sportliche Laufbahn
Erste internationale Erfahrungen sammelte Cathy Rattray-Williams vermutlich im Jahr 1980, als sie mit nur 16 Jahren an den Olympischen Sommerspielen in Moskau teilnahm und dort mit der jamaikanischen 4-mal-400-Meter-Staffel mit 3:31,5 min im Vorlauf ausschied. Anschließend siegte sie in 54,6 s über 400 Meter bei den CAC-Juniorenmeisterschaften in Nassau und sicherte sich anschließend bei den Panamerikanischen Juniorenmeisterschaften in Greater Sudbury in 54,01 s die Bronzemedaille. Im Jahr darauf gewann sie mit der Staffel bei den Zentralamerika- und Karibikmeisterschaften (CAC)  in Santo Domingo in 3:40,00 min die Silbermedaille hinter dem kubanischen Team und 1982 siegte sie in 54,53 s über 400 Meter bei den CAC-Juniorenmeisterschaften in Bridgetown. Zudem gewann sie dort in 47,56 s die Bronzemedaille in der 4-mal-100-Meter-Staffel und sicherte sich in 3:51,24 min die Silbermedaille in der 4-mal-400-Meter-Staffel. Anschließend gewann sie bei den Zentralamerika- und Karibikspielen in Havanna in 52,39 s die Bronzemedaille über 400 Meter hinter der Guyanerin June Griffith und Mercedes Álvarez aus Kuba. Zudem gewann sie dort in 45,77 s die Silbermedaille in der 4-mal-100-Meter-Staffel hinter dem Team aus Trinidad und Tobago und sicherte sich in 3:37,86 min die Bronzemedaille hinter Kuba und Puerto Rico. Daraufhin schied sie bei den Commonwealth Games in Brisbane mit 53,60 s im Halbfinale über 400 Meter aus und kam im 800-Meter-Lauf mit 2:10,22 min nicht über die Vorrunde hinaus. Zudem gewann sie mit der 4-mal-100-Meter-Staffel in 43,69 s gemeinsam mit Lelieth Hodges, Merlene Ottey und Grace Jackson die Bronzemedaille hinter den Teams aus England und Kanada. Zudem begann sie im selben Jahr ein Studium an der University of Tennessee in den Vereinigten Staaten. Im Jahr darauf belegte sie bei den Panamerikanischen Spielen in Caracas in 52,91 s den vierten Platz über 400 Meter und anschließend schied sie bei den erstmals ausgetragenen Weltmeisterschaften in Helsinki mit 53,78 s im Viertelfinale über 400 Meter aus und verpasste mit der 4-mal-400-Meter-Staffel mit 3:34,17 min den Finaleinzug. 1984 nahm sie erneut an den Olympischen Sommerspielen in Los Angeles teil und schied dort mit 53,23 s im Halbfinale über 400 Meter aus und belegte mit der Staffel in 3:27,51 min im Finale den fünften Platz.
1986 gewann sie bei den Zentralamerika- und Karibikspielen in Santiago de los Caballeros in 52,67 s die Bronzemedaille über 400 Meter hinter der Kubanerin Ana Fidelia Quirot und Norfalia Carabalí aus Kolumbien. Im Jahr darauf gewann sie bei den CAC-Meisterschaften in Caracas in 51,83 s die Silbermedaille über 400 Meter hinter der Kolumbianerin Norfalia Carabalí und über 800 Meter musste sie sich in 2:05,85 min nur der Puerto-Ricanerin Angelita Lind geschlagen geben. Anschließend schied sie bei den Panamerikanischen Spielen in Indianapolis mit 52,62 s im Vorlauf über 400 Meter aus und gewann mit der 4-mal-400-Meter-Staffel in 3:29,50 min gemeinsam mit Vivienne Spence-Gardner, Ilrey Oliver und Sandie Richards die Bronzemedaille hinter den Teams aus den Vereinigten Staaten und Kanada. Ende August schied sie bei den Weltmeisterschaften in Rom mit 52,51 s im Halbfinale über 400 Meter aus und belegte mit der Staffel in 3:27,51 min den sechsten Platz. 1988 schied sie bei ihren dritten Olympischen Spielen in Seoul mit 50,82 s im  Semifinale im Einzelbewerb aus und gelangte mit der Staffel mit 3:23,13 min im Finale auf Rang fünf. 1990 belegte sie bei den Goodwill Games in Seattle in 3:33,11 min den vierten Platz in der 4-mal-400-Meter-Staffel und 1991 siegte sie in 53,37 s über 400 Meter bei den Zentralamerika- und Karibikspielen in Xalapa. Zudem gewann sie dort in 2:07,43 min die Silbermedaille über 800 Meter hinter Angelita Lind aus Puerto Rico und siegte im Staffelbewerb in 3:38,18 min. Anschließend belegte sie bei den Panamerikanischen Spielen in Havanna in 2:08,21 min den achten Platz über 800 Meter und gewann mit der Staffel in 3:28,33 min gemeinsam mit Vivienne Spence-Gardner, Sandie Richards und Inez Turner die Bronzemedaille hinter den Teams aus den Vereinigten Staaten und Kuba. 1992 klassierte sie sich bei den Olympischen Sommerspielen in Barcelona mit 3:25,68 min im Finale auf dem fünften Platz. Im Jahr darauf siegte sie bei den Hallenweltmeisterschaften in Toronto in 3:32,32 min gemeinsam mit Deon Hemmings, Beverly Grant und Sandie Richards im Staffelbewerb. 1996 bestritt sie ihre letzte Wettkampfsaison und beendete daraufhin ihre aktive sportliche Karriere im Alter von 32 Jahren.

## Persönliche Bestzeiten
- 200 Meter: 23,19 s (+0,7 m/s), 26. März 2022 in Kingston
- 400 Meter: 50,82 s, 25. September 1988 in Seoul
  - 400 Meter (Halle): 52,74 s, 20. Februar 1992 in Sevilla
  - 600 Meter (Halle): 1:28,07 min, 5. Februar 1983 in Gainesville
- 800 Meter: ?